# Антон Тодоров
Антон Динев Тодоров е български политолог.

## Биография
Роден е на 19 август 1966 г. в гр. Раднево. Завършва политология в СУ „Св. Климент Охридски“. Дипломната му работа е на тема „Генезис и природа на патримониалната държава в Русия“. Специализира руска военна доктрина във Военна академия „Г. С. Раковски“. Живее и работи в София.
През 2004 г. оглавява СДС – Стара Загора.
Нашумява с изследването си, посветено на елитите на прехода. Според него перестройката е замислена още по времето на Юрий Андропов, а Горбачов е само човекът, който дава ход на предварително програмираните процеси. У нас пък основна движеща фигура на промените е бил Андрей Луканов, който като политически “Франкенщайн” е в основата на създаването и на БСП, и на СДС. Воден от такива мисли, известният политолог повежда война на широк фронт, в която няма свои и чужди, а всички са обект на критика заради нечисти петна в биографиите си. Впоследствие се насочва към ГЕРБ. Така през 2013 г. се появява "Шайка: Бойко, Росен, Цецо и другите". Въведението на книгата започва цитат от Барух Спиноза, който гласи: „Ако искаш бъдещето да е различно от миналото, не забравяй миналото“. След което, дава разяснение на думата „шайка“. Най-краткото определение на думата „шайка“ е „група хора, обединени от престъпни цели. Избрах тази дума, а не например „мафия“, защото съм убеден, че думите имат значение и трябва да бъдат употребявани според предназначението им. (…) Мафията в нейния оригинален, италиански вариант е нещо различно като етика и философия от „етичността“ на тукашните български типове, които вече не за първи път окупират върховете на държавата. Според мен ГЕРБ са точно шайка – неподправена, с българо-руски традиции, лишена от усет за минимално самовъзпиране в злодействата и тефлонизирана да не носи отговорност за действията си чрез политическата култура на българите“.
Избран е за народен представител в XLIV народно събрание от листата на ГЕРБ. Парламентарната група на ГЕРБ се опитва неуспешно да го наложи за председател на комисията по досиетата.
В предаването „Свободна зона“ (с водещ Георги Коритаров) по Телевизия „Европа“ на 17 юли 2018 година казва: „Тези русофилистици ще ги вкараме в правия път с желязна ръка“.
Сред книгите, чиито автор е Антон Тодоров, са: „Руската заплаха - диагнози и прогнози: Публицистика 1993-1997“ през 1998 г., „Шайка: Бойко, Росен, Цецо и другите“ през 2013 г., „Задкулисието на прехода: Българите срещу олигархията“ през 2013 г., „Шайка 2: Сергей, Гоце и другите“ през 2013 г., „Иван Костов: 1949-1991“ през 2014 г., „Агент Леон, или: как ДС вербува Георги Кьосеиванов“ през 2014 г., „Досието на Плевнелиев“ през 2014 г., „Иван Костов в документите на Държавна сигурност“ през 2016 г.